# Аргусвил (Северна Дакота)
Аргусвил (енгл. Argusville) град је у америчкој савезној држави Северна Дакота.

## Демографија
По попису из 2010. године број становника је 475, што је 328 (223,1%) становника више него 2000. године.
| Група             | 2000.       | 2010.       |
| Белци             | 146 (99,3%) | 465 (97,9%) |
| Афроамериканци    | 0 (0,0%)    | 1 (0,2%)    |
| Азијати           | 0 (0,0%)    | 0 (0,0%)    |
| Хиспаноамериканци | 1 (0,7%)    | 0 (0,0%)    |
| Укупно            | 147         | 475         |